# Заслуженный сотрудник органов внутренних дел Российской Федерации
«Заслуженный сотрудник органов внутренних дел Российской Федерации» — почётное звание, входящее в систему государственных наград Российской Федерации.

## Основания для присвоения
Звание «Заслуженный сотрудник органов внутренних дел Российской Федерации» присваивается высокопрофессиональным сотрудникам органов внутренних дел Российской Федерации за личные заслуги:
- в обеспечении защиты прав и свобод человека и гражданина, охраны общественного порядка и безопасности дорожного движения;
- в выявлении, предупреждении, пресечении, раскрытии и предварительном расследовании преступлений и правонарушений;
- в предотвращении противозаконных действий со стороны террористических и экстремистских организаций;
- в борьбе с преступностью и коррупцией;
- в научно-техническом обеспечении деятельности органов внутренних дел Российской Федерации и подготовке квалифицированных кадров.

Почётное звание «Заслуженный сотрудник органов внутренних дел Российской Федерации» присваивается, как правило, не ранее чем через 20 лет в календарном исчислении с начала осуществления служебной деятельности в органах внутренних дел и при наличии у представленного к награде лица ведомственных наград (поощрений) федерального органа государственной власти или органов государственной власти субъектов Российской Федерации.

## Порядок присвоения
Почётные звания Российской Федерации присваиваются указами Президента Российской Федерации на основании представлений, внесённых ему по результатам рассмотрения ходатайства о награждении и предложения Комиссии при Президенте Российской Федерации по государственным наградам.

## История звания
Почётное звание «Заслуженный сотрудник органов внутренних дел Российской Федерации» установлено Указом Президента Российской Федерации от 30 марта 1998 года № 319 «О внесении дополнений в Указ Президента Российской Федерации от 30 декабря 1995 года № 1341 „Об установлении почётных званий Российской Федерации, утверждении положений о почётных званиях и описания нагрудного знака к почётным званиям Российской Федерации“».
Тем же указом утверждено первоначальное Положение о почётном звании, в котором говорилось:
Почётное звание «Заслуженный сотрудник органов внутренних дел Российской Федерации» присваивается высокопрофессиональным сотрудникам органов внутренних дел Российской Федерации за заслуги в охране правопорядка, борьбе с преступностью, обеспечении общественной безопасности, развитии науки, подготовке и воспитании кадров и состоящим на службе в органах внутренних дел Российской Федерации 15 и более лет в календарном исчислении.
В настоящем виде Положение о почётном звании утверждено Указом Президента Российской Федерации от 7 сентября 2010 года № 1099 «О мерах по совершенствованию государственной наградной системы Российской Федерации».

## Нагрудный знак
Нагрудный знак имеет единую для почётных званий Российской Федерации форму и изготавливается из серебра высотой 40 мм и шириной 30 мм. Он имеет форму овального венка, образуемого лавровой и дубовой ветвями. Перекрещенные внизу концы ветвей перевязаны бантом. На верхней части венка располагается Государственный герб Российской Федерации. На лицевой стороне, в центральной части, на венок наложен картуш с надписью — наименованием почётного звания.
На оборотной стороне имеется булавка для прикрепления нагрудного знака к одежде. Нагрудный знак носится на правой стороне груди.

## Присвоение звания
На 2021 в открытых источниках отмечено единственное присвоение почётного звания «Заслуженный сотрудник органов внутренних дел Российской Федерации»:
- Нургалиев, Рашид Гумарович (2006) — министр внутренних дел Российской Федерации (2004—2012)[3].

Без публикации указа о награждении почётного звания удостоены:
- Алай, Владимир Анатольевич — министр внутренних по Республике Адыгея
- Булавин, Сергей Петрович — статс-секретарь — заместитель Министра внутренних дел Российской Федерации
- Коков, Юрий Александрович — начальник Всероссийского института повышения квалификации сотрудников МВД РФ
- Колокольцев, Владимир Александрович — министр внутренних дел Российской Федерации
- Куликов, Николай Васильевич — начальник Главного управления внутренних дел Москвы
- Магомедов, Абдурашид Магомедович — министр внутренних дел Республики Дагестан
- Перов, Иван Фёдорович — начальник Управления внутренних дел Рязанской области
- Прощалыкин, Юрий Михайлович — начальник Главного управления МВД России по Сибирскому федеральному округу
- Речицкий, Александр Георгиевич — министр внутренних дел по Республике Адыгея
- Сериков, Владимир Александрович — заместитель министра внутренних дел по Карачаево-Черкесской Республике
- Смирнов, Василий Михайлович — министр внутренних дел по Республике Адыгея
- Солодовников, Сергей Александрович — первый заместитель начальника Главного управления МВД России по Южному федеральному округу
- Умнов, Сергей Павлович — начальник Главного управления МВД России по городу Санкт-Петербургу и Ленинградской области
- Галимов, Искандер Галимзянович — начальник Департамента уголовного розыска МВД России (2008)
- Домрачев, Евгений Иванович — заместитель начальника Управления МВД России по Кировской области (2016)[4]
- Фёдоров, Владимир Александрович — начальник Главного управления ГИБДД МВД России (1999)[5]
- Егиазарян, Армен Альбертович — заместитель начальника отдела Главного управления уголовного розыска МВД России (2023)